# Elias Canetti
Elias Canetti, bolgarsko-judovsko-avstrijsko-švicarsko-britanski pisatelj in nobelov nagrajenec, * 25. julij 1905, † 14. avgust 1994.
Kompleksnost njegove življenjske poti, stičišča kultur in ostrina časa se kažejo v vseh njegovih delih. Za svoje delo je leta 1981 prejel Nobelovo nagrado za književnost. Pisal je pretežno v nemškem jeziku, zato ga mnogi uvrščajo tudi med nemško govoreče pisatelje.

## Pregled
Canetti, najstarejši sin premožne trgovske sefardsko-judovske družine, je otroštvo preživel v Bolgariji in Angliji. Po očetovi zgodnji smrti leta 1912 se je z družino preselil na Dunaj, 1916 pa so se zaradi avstrijskega vojnega patriotizma morali preseliti v nevtralno Švico, kjer je od leta 1917 do 1921 obiskoval Gimnazijo Rämibühl (»Realgymnasium Rämibühl«) v Zürichu. Leta 1921 se Canetti preseli v Nemčijo, kjer leta 1923 opravi maturo na Gimnaziji Wöhler (Wöhler-Realgymnasium) v Frankfurtu na Maini.
Od leta 1924 živi na Dunaju. Leta 1925 se je prvič srečal s social-psihološkim fenomenom množice, s katerim se ukvarjal celo življenje. V semestrskih počitnicah leta 1928 je delal v Berlinu kot prevajalec pri Wielandu Herzfeldeju, za njegovo založbo Malik. Po promociji v kemiji se je leto kasneje vrnil  na delo.
Od leta 1930 koncipira osemdelni ciklus romanov, prvi roman z naslovom, Slepitev (Die Blendung), katerega konča v letu 1931.
Leta 1938 ga je priključitev Avstrije k nacionalsocialističnemu nemškemu rajhu prisilila, da se je moral z ženo Vezo preseliti v London, kjer je po vojni ostal in pridobil državljanstvo. V 70-ih letih 19. st. je živel veliko v Švici, v 80ih pa se je preselil v Švico. Canetti je umrl 1994 v Zürichu.
Canettija kot pisatelja težko uvrstimo v posamezno literarno obdobje. Njegovo delo je zelo raznoliko.
Med drugim je izdal roman Slepitev, tri drame, antropološko študijo Množica in moč, aforistične posnetke in večdelno avtobiografijo. Ker so njegova dela izhajala v manjših obsegih je, posebno v nemško govorečih državah, le postopoma postal znan javnosti.
V 60-ih letih je prejel številne nagrade in priznanja (tudi Nemško nagrado kritikov – (Deutscher Kritikerpreis) in Literarno nagrado mesta Dunaj (Literaturpreis der Stadt Wien), 1969 Veliko literarno nagrado Akademije lepe umetnosti v Bayernu (Literaturpreis der Bayerischen Akademie der Schönen Künste), leta 1981 je prejel Nobelovo nagrado za literaturo.
Pri vsej raznolikosti literarnih oblik v katerih je bil dejaven, je Canettijevo delo tematsko homogeno. Želel je raziskovati vse učinke, ki jih ima zavest smrti za življenje pri človeku – od tod njegovo zanimanje za različne religije in oblike verovanja. Njegovo zanimanje za fenomen množice in pojav moči je nastalo v stiku z množičnimi gibanji dvajsetih let. Toda Canetti ni bil pesimističen, na poklic pisatelja je gledal kot na prostor za upanje in pot iz kaosa.

## Življenje

### Otroštvo in mladost
Elias Canetti je bil rojen  25. julija v Rusah v Bolgariji. Njegova starša Jacques in Mathilde Canetti izvirata iz špansko-judovskih trgovskih družin, ki so preko Turčije prišle v Bolgarijo. Ko se je 1911 ponudila možnost poslovnega sodelovanja pri sorodniku, ki posluje v Angliji, je družina izkoristila priložnost in se preselila v Manchester. 6 let, ki jih je družina preživela v Bolgariji, je Canetti natančno opisal v  prvem delu svoje življenjske zgodbe. Ampak tudi v Angliji družina ni ostala dolgo. Oktobra 1912 mu je umrl oče, ki je bil še mlad in navzven popolnoma zdrav, domnevno zaradi srčnega infarkta – izkušnja, ki  je zagotovo vplivala na Canettijev kasnejši odnos do smrti. Mati se je nato odločila, da se odselijo na Dunaj. Šele takrat se je Elias, čigar materni jezik je bil judovsko-španski ladino in ki je se v Angliji naučil nekaj angleščine in francoščine, pričel učiti nemškega jezika pri svoji materi. Delno zaradi začetka prve svetovne vojne in delno zaradi materine bolezni je družina še večkrat menjala bivališče. Canetti je še nekaj let preživel v Zürichu (1916 – 1921) in v Frankfurtu na Majni (1921 – 1924), kjer je na Gimnaziji Wöhrler opravil maturo.
V teh letih po smrti ljubljenega očeta je Canetti razvil zelo močno in ljubosumno vez do matere, zelo ponosne in samostojne ženske s strastnim zanimanjem za gledališče in literaturo. Ob večerih sta z materjo brala klasične drame. Canetti je imel željo, da bi sam postal pisatelj in pesnik. Kasneje je mati dvomila v uspešnost te odločitve ga poskušala prepričati v praktičen poklic. Da bi Eliasa postavila na realna tla, so se iz idilične Švice preselili v Nemčijo, kjer je  vladala močna inflacija. Ta načrt pa ni bil uspešen: Elias se je v 20-ih letih od matere vse bolj oddaljil in nazadnje popolnoma prekinil stike z njo.

### Dunaj
Medtem ko so se Canettijeva mati in njegovi bratje ustalili v Franciji, se je on leta 1924 spet preselil na Dunaj in tam študiral kemijo, in leta 1929 tudi promoviral. Poleg tega pa je sledil tudi lastnim interesom, ki so obsegali literaturo in širok spekter filozofskih tem. Leta 1924 je Canetti spoznal kasnejše dekle (in od leta 1934 ženo) Vezo Taubner, ki je z njim delila zanimanje za literaturo (in kasneje tudi sama ustvarjala) in ga podpirala pri njegovih pisateljskih načrtih.
Canetti je štiri leta obiskoval predavanja kritika in satirika Karla Krausa, ki ga je zelo oboževal. Zbiral je tudi gradivo za projekt študije o množicah. 
Canetti se je izogibal konservativnim literarnim krogom. 1927 se je zaljubil v madžarsko pisateljico Ibby Gordon, ki je v začetku leta 1928 odšla v Berlin. Na njeno povabilo je poletje leta 1928 preživel pri njej v Berlinu, kjer je delal za založbo Maik. Tam je tudi spoznal umetniško sceno, Johna Heartfielda, Wielanda Hetzfeldeja, Georga Grosza, Bertholda Brechta, Isaaka Babela in igralca Ludwiga Hardta. Primerjava »udobnega Dunaja« z »norišnico Berlin« ga je spodbudila k pisanju romana Slepitev (nem. Die Blendung), ki ga  je pisal v letih 1930/31. Zaradi vedno večje protijudovske naravnanosti sta Canetti in njegova žena kmalu morala začeti pripravljati vse potrebno za izselitev.

### London (1939 – 1971)
Canettijevi so leta 1939 emigrirali v Anglijo. Veza Canetti je moža vzpodbujala in podpirala pri ustvarjanju. Canetti, ki je bil sam zelo ljubosumen, je imel večletne zveze z drugimi ženskami, kar je Veza Canetti prav dobro vedela. 
Ko se je preselil v Anglijo, se je Canetti posvetil izključno delu. Tako se je v naslednjih dvajset let poleg edinega dela Slepitev (nem. (nem. Die Blendung), ki je izšlo leta 1946 v angleščini, ukvarjal le z dolgo načrtovano Knjigo o množici (nem. Buch über die Masse). 
Leta 1960 je knjiga Množica in moč (nem. Masse und Macht) izšla v nemškem jeziku, založba Hanser pa je začela izdajati njegova dunajska dela ter novejša dela. Tako je Canetti postajal vedno bolj znan. Maja 1963 je umrla Canettijeva žena Veza Canetti. Tako se je Elias Canetti ponovno srečal s smrtjo v družinskem krogu (1912 oče, 1937 mati, 1953 Friedl Benedikt, 1961 brat Georges Canetti).

### Zürich (1972 – 1994)
V šestdesetih letih se je iz poznanstva z restavratorko Hero Buschor razvila ljubezenska zveza. Canetti je posledično veliko časa preživel v  Švici. Leta 1971 sta se poročila in žena Hera mu je rodila edinega otroka, hčerko Johanno. Tako se je Canetti preselil v Zürich, mesto, ki ga je vzljubil že v mladosti. 
Začel je pisati avtobiografsko delo, ki je izšlo leta 1977. Leta 1981 je bilo njegovo delo nagrajeno z Nobelovo nagrado za literaturo. Odločil se je, da ne bo niti več dajal intervjujev niti predaval. Idila Canettijeve družine pa se je sesula ob bolezni žene Here, ki je zbolela za rakom in leta 1988 umrla.
Elias Canetti je umrl leta 1994 pri svojih 89. letih. Pokopan je v Zürichu, na pokopališču Fluntern. Po njegovi želji se njegova literarna zapuščina hrani v Osrednji knjižnici v Zürichu. Največji del zapuščine je na voljo raziskavam, določen »zasebni« del zapuščine pa je Canetti zaprl za 30 let – ta se bo lahko prebiral šele leta 2024.
Leta 2010 so po njem imenovali Canettijevo cesto na Dunaju.

## Dela

### Dela, prevedena v slovenščino
- Slepitev (roman; nast. 1930/1931, izdan 1936, 2. izdaja 1948, 3. izdaja 1963, v slovenščino prevedel Janko Moder, Cankarjeva založba, 1982)(COBISS)
- Glasovi Marakeša; Zapisi po nekem potovanju (nast. 1954, izdana  1986, prevedla v slovenščino Stanka Rendla, Cankarjeva založba, 2003) (COBISS)
- Množica in moč (koncepti 1925, izdana 1960, prevedla v slo. Mojca Kranjc, Študentska založba, 1997) (COBISS)
- Rešeni jezik; Zgodbe neke mladosti (avtobiografija, izdana 1977, prevedel v slo. Stanko Jarc, Mohorjeva založba, 1998) (COBISS)
- Plamenica v ušesu, življenjska zgodba 1921-1931 (avtobiografija, izdana 1980, prevedel Jani Virk, Študentska založba, 2001) (COBISS)
- Drugi proces: Kafkova pisma Felice (Leipzig, Reclam 1983, prevedla Mojca Kranjc, Gledališki list SNG letnik 81 št. 2, 2001) (COBISS)

### Ostala dela
- Svatba (Hochzeit) (drama; nast.. 1932, izšla kot rokopis  1932, prvi natis  1964)
- Komedija nečimrnosti (Die Komödie der Eitelkeit) (drama; nast. 1933/1934, natis  1964)
- Zapisi (Aufzeichnungen) (nast. od 1942, tiskana verzija knjige od 1964). Zapisi (Die Aufzeichnungen) so zbrani v delih Provinca človeštva (Die Provinz des Menschen); Zapisi (Aufzeichnungen) 1942 – 1972 (1973); Skrivno srce ure (Das Geheimherz der Uhr); Zapisi (Aufzeichnungen) 1973 – 1985 (1987); Mušna bolečina (Die Fliegenpein) (1992); Dopolnila iz Hampsteada (Nachträge aus Hampstead); Iz zapisov (Aus den Aufzeichnungen) 1954 – 1971 (1994); Zapisi (Aufzeichnungen) 1992 – 1993 (1996); Zapisi (Aufzeichnungen) 1973 – 1984 (1999); Zapisi za Marie-Loiuse (Aufzeichnungen für Marie-Louise) (nast. 1942)
- Začasni (Die Befristeten) (drama, nast. 1952/1953, tisk 1964)
- Fritz Wotruba (Fritz Wotruba) O Wotrubi z 28 slikanicami in eno sliko (Über Wotruba mit 28 Abbildungen und einem Bildnis), predgovor Klausa Demua (nemška izdaja); Preface Jamesa S. Plaut (angleška izdaja), 1995)
- Zavest besed (Das Gewissen der Worte); Eseji (Essays) (eseji in govori iz letih 1936 in 1962-1976, 2. razširjena izdaja 1976)
- Slušna priča; Petdeset karakterjev (Der Ohrenzeuge; Fünfzig Charaktere) (izdano 1974)
- Igra oči (Das Augenspiel); življenjska zgodba 1931-1937 (svtobiografija, izdana 1985)
- Zabava v blisku; angleška leta (Party im Blitz; Die englischen Jahre) (avtobiografija, posthum izdana 2003)
- O smrti (Über den Tod) (Hanser, 2003. ISBN 3-446-20239-0)
- Dela X (Werke X): spisi – govori – pogovori (različno od 1928, izdano 2005)
- Veza & Elias Canetti: Pisma za Georgea (Veza & Elias Canetti: Briefe an Georges) (pisma od 1933 do 1959, izdano s pripombami K. Lauerja in K. Wachinger, 2006) LP